# Finlands damlandslag i innebandy
Finlands damlandslag i innebandy (finska: Suomen naisten salibandymaajoukkue) representerar Finland i innebandy på damsidan, och är det näst framgångsrikaste damlandslaget, efter nordiska rivalerna Sverige. Finland spelade sin första landskamp den 5 mars 1994 i Örnsköldsvik, där de förlorade med 2–4 mot hemmalaget Sverige.
Finland har hittills blivit världsmästarinnor blott två gånger, 1999 och 2001, och endast missat tre VM-finaler men vunnit VM-brons, 2003 efter vinst mot Norge i bronsmatchen och mot Tjeckien 2009 och 2019, då Finland mötte och förlorade mot Sverige i semifinal.

### Fotnoter
1. ↑  Olsson, Persson, Olsson, Persson. Innebandy. Rabén & Sjögren